# Gabriele Heinisch-Hosek
Gabriele Heinisch-Hosek, née le 16 décembre 1961 à Guntramsdorf, est une femme politique autrichienne, membre du Parti social-démocrate d'Autriche (SPÖ). Elle était ministre fédérale des Femmes et de l'Éducation, depuis le 16 décembre 2013. Du 28 février 2014 au 18 mai 2016, elle est ministre fédérale de l'Éducation, des Arts et de la Culture.

## Biographie

### Vie politique
En 1999, elle est élue députée fédérale au Conseil national, où elle devient vice-présidente du groupe SPÖ en 2007. Elle démissionne le 8 avril 2008, lorsqu'elle est nommée ministre de la Santé et de la Protection sociale de Basse-Autriche dans la grande coalition du conservateur Erwin Pröll.
Elle fait son retour en politique fédérale le 2 décembre suivant, en tant que ministre fédérale des Femmes et de la Fonction publique dans le premier gouvernement de grande coalition du social-démocrate Werner Faymann. Lors de la reconduction de l'alliance au pouvoir, le 16 décembre 2013, elle devient ministre fédérale des Femmes et de l'Éducation dans le gouvernement Faymann II.